# Edith B. Farnsworth

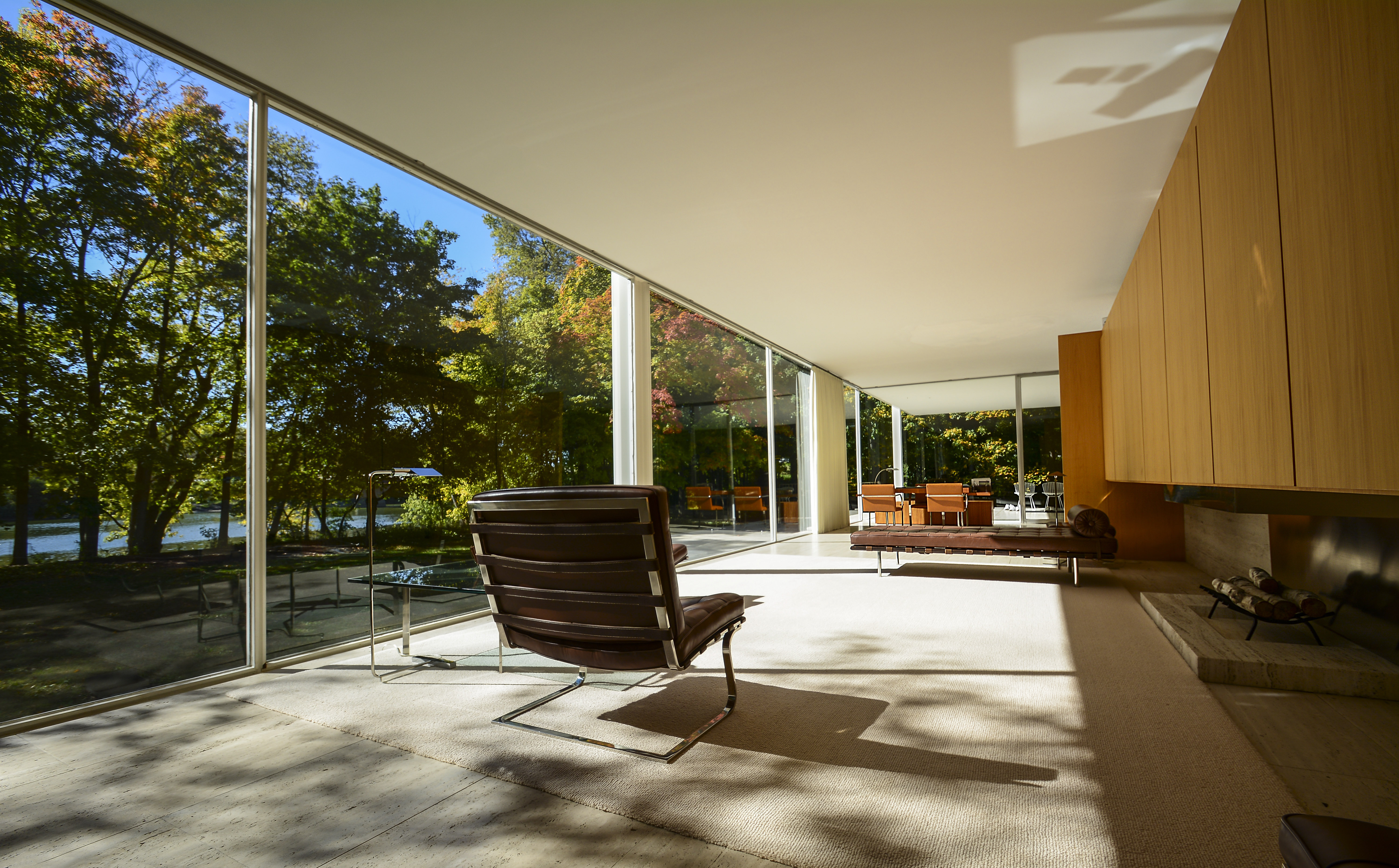
Interior de la Casa Farnsworth

Edith B. Farnsworth, también conocida como Edith Farnsworth, (Chicago, 1903-Florencia, 5 de diciembre de 1977) fue una doctora, nefróloga, música, escritora y traductora estadounidense, promotora de la casa que lleva su nombre.

## Biografía
Era hija de Mary Alice Brooks Farnsworth y George James Farnsworth, una familia de buena situación social y económica, relacionada con la industria de la madera y el papel. Recibió una educación muy esmerada y se interesó por diversas disciplinas lo que, unido a su inteligencia, hizo que tuviera una gran cultura y una actividad profesional notoria. En la Universidad de Chicago estudió lengua inglesa, literatura creativa, y zoología. En el American Conservatory of Music estudió música, y completó estudios en Italia, donde recibió clases del violinista y compositor Mario Corti. Realizó en su etapa de formación viajes por Europa, interesándose especialmente por la cultura italiana. Hablaba con fluidez italiano y francés, y tenía conocimientos de alemán. 
Finalmente se decidió por estudiar medicina, e ingresó en la Northwestern Medical School, centro que en esas fechas solamente admitía cuatro mujeres por clase. Se doctoró en 1938. Fue la única mujer que obtuvo el título entre 140 compañeros. Más adelante se especializó en nefrología. 
Retirada de la profesión médica en los años 60, se instaló en 1967 en La Tavernule, villa en via del Carota, en Antella, pequeña villa italiana de Bagno a Ripoli, cerca de Florencia, donde se dedicó a la literatura, a traducir y escribir sus memorias, y donde falleció.
Fue descrita como persona muy cultivada, culta y sensible al arte; consta su conocimiento de la cultura y literatura italianas, de la música, su interés por la arquitectura (conocía el trabajo de Le Corbusier, de Walter Gropius y otros arquitectos modernos), y por otras manifestaciones artísticas, pues poseía una colección de cerámicas y objetos chinos de la dinastía Tang.

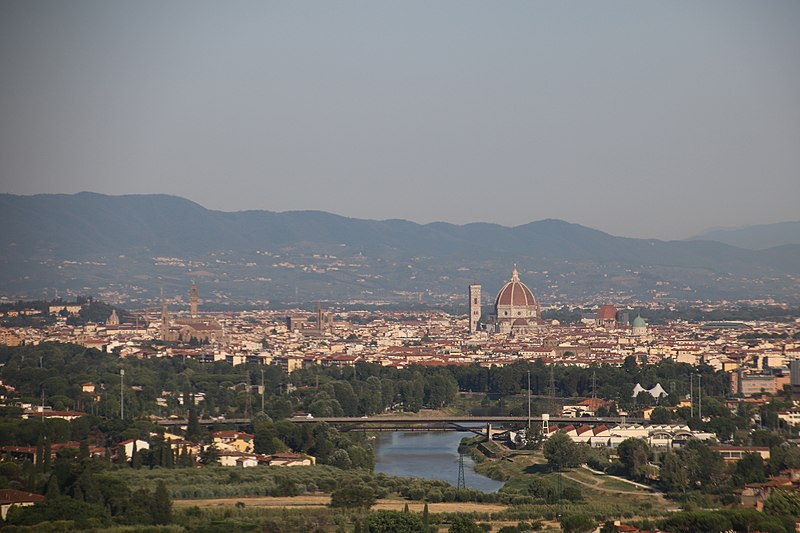
Bagno a Ripoli, Florencia. Vista

## Trayectoria

### Nefrología
Ejerció la profesión en práctica privada, haciéndola compatible con la investigación universitaria. Durante el periodo de la Segunda Guerra Mundial, recibió muchos pacientes de sus colegas en el frente, lo que le facilitó investigar sobre enfermedades del riñón y la nefritis.
Fue profesora asociada de medicina durante veintisiete años en el Hospital Passavant. Realizó en solitario trabajos científicos publicados en los años 40 y en los años 50 para la Society for Experimental Biology and Medicine. Se consideran significativas sus contribuciones al desarrollo de la hormona adrenocorticotropa (ACTH) y a la “synthetic counterpart cortisone”.

### La Casa Farnsworth
A pesar de sus numerosos escritos, traducciones y aportaciones a la nefrología, es más conocida por la creación de la casa que lleva su nombre, diseñada por el arquitecto Mies van der Rohe, y los litigios que se produjeron a raíz de su construcción.
En 1945, Farsnwoth conoció al arquitecto en Chicago, en una cena privada con otros dos amigos comunes. Durante la cena Farnsworth comentó que tenía un terreno en Fox River, a 60 millas de la ciudad, en un ambiente natural idílico, donde deseaba hacerse una casa de vacaciones, un espacio donde retirarse a descansar. Van der Rohe, que se había mostrado taciturno durante la velada, se ofreció inmediatamente a diseñarle la casa. El arquitecto alemán, entonces de 59 años, se había exiliado en 1938 y llevaba poco tiempo en Estados Unidos. Consideró la oportunidad como una ocasión ideal para desarrollar sus ideas.
Tras varias visitas a la parcela y conversaciones entre Farnsworth y Van der Rohe, la casa comenzó en 1947 y finalizó en 1951. Es considerada por los especialistas y críticos de arte como un edificio icónico, uno de los mejores ejemplos de arquitectura del Movimiento moderno, y la cristalización de las ideas del arquitecto. Ya desde su construcción recibió una gran expectación y numerosas visitas entre los profesionales e interesados en arte. 
El arquitecto la realizó con extremado cuidado y detalles, pero el tiempo de construcción se dilató. El presupuesto se excedió, y Farnsworth no estaba contenta con la casa, que no tenía privacidad alguna ni era fácil de vivir. Era completamente de cristal, de una gran pureza en espacios y líneas, sin divisiones interiores, ignorando cualquier sentido práctico “en favor de un perfeccionismo estético”. Además, nunca existió un contrato, solamente un acuerdo verbal entre ellos, así que hubo un gran desacuerdo que dio lugar a largos litigios entre ambos que fueron muy aireados y publicados en la prensa: ella le reclamó por exceso de presupuesto, y él por falta de pago de honorarios.
Para pagar completamente la casa, Farnsworth hubo de esperar a cobrar una herencia. En 1960 se proyectó un puente sobre el río cuyo tráfico redujo aún más su deseo de silencio y retiro, y a esto se sumó una crecida que destruyó el mobiliario. Finalmente Farnsworth vendió la casa en 1971 a Peter Palumbo (más tarde Lord Palumbo), que la abrió a visitas públicas en 1996, y en 2003 fue adquirida por el Fideicomiso Nacional para la Preservación Histórica, Landmarks Illinois, y se abrió al público como la Edith Farnsworth House.  
El papel de Fansworth en la creación de la casa ha sido replanteado por varios autores. Según Beam, ella era consciente del valor de la obra que Van der Rohe estaba haciendo. En marzo de 2020, la exposición Edith Farnsworth, reconsidered, promovida por la Graham Foundation, presentó la casa recogiendo el punto de vista de quien la habitó, Farnsworth, desde una perspectiva de género. 

### Obra literaria
Retirada de la medicina y tras las peripecias de la casa, Farnsworth dirigió su actividad hacia la cultura italiana, en la que estaba muy interesada, estableciéndose definitivamente en la Toscana. Allí se relacionó con los poetas italianos de los años 70, a muchos de los cuales tradujo al inglés. 
En 1969 publicó la traducción de Dar y tener y otros poemas de Salvatore Quasimodo, en una selección ordenada cronológicamente. Tradujo a otros poetas modernos y coetáneos suyos, como Albino Pierro, Vincenzo Cardarelli, Alfonso Gatto, Mario Luzi, Sandro Penna, Camille Sbarbaro, Giuseppe Ungaretti y algunos anteriores como Clemente Rebora, y también a Gabriele D'Annunzio.
Consta su correspondencia con el poeta Eugenio Montale, Premio Nobel de Literatura en 1975, de quien publicó tres volúmenes de poesía entre 1969 y 1976. Montale comentó a la muerte de Farnsworth: “fue mi mejor traductora”.
Farnsworth creó sus propios poemas, que quedaron en su círculo cercano, y escribió sus memorias. Falleció en soledad, en su casa de la Toscana. Sus escritos, varias memorias, ensayos, poesías, traducciones, fotografías, su correspondencia (principalmente de 1967) y otros documentos propios variados son custodiados en la institución histórica y cultural Biblioteca Newberry de Chicago.